# Cuerpo de Voluntarios Montenegrinos
El Cuerpo de Voluntarios Montenegrinos (en serbio: Crnogorski dobrovoljački korpus, Црногорски добровољачки корпус; en alemán: Montenegrinisches Freiwilligenkorps) fue una formación militar colaboracionista que se creó en la primavera de 1944 bajo el mando del líder chetnik Pavle Đurišić, con la ayuda de los alemanes, de Milan Nedić y de Dimitrije Ljotić. Formalmente formaba parte del Cuerpo de Voluntarios Serbios. El Cuerpo estaba formado por algunos de los exsoldados de Đurišić que fueron liberados del cautiverio alemán, pero la mayoría eran chetniks que permanecieron en Montenegro bajo el nombre de "fuerzas nacionales". Đurišić desarrolló la fuerza en Montenegro y Sandžak y estaba formada por entre 7.000 y 8.000 hombres.
En abril de 1945, se iniciaron negociaciones entre Đurišić, Sekula Drljević y la Ustaša para un paso seguro a la Eslovenia ocupada por los alemanes y se formó un acuerdo de salvoconducto. Se desconocen los detalles del acuerdo, pero parece que Đurišić y sus tropas debían cruzar el río Sava hacia Eslavonia, donde se alinearían con Drljević como el "Ejército Nacional Montenegrino" y Đurišić conservaría el mando operativo. Sin embargo, Đurišić, junto con algunos otros comandantes chetnik, incluidos Zaharije Ostojić y Petar Baćović, algunos líderes políticos y varios sacerdotes ortodoxos fueron asesinados en una aparente trampa tendida por Drljević y la Ustaša. Una pequeña parte de las tropas de Đurišić escapó y se dirigió al oeste; sin embargo, una gran parte de ellos, que se quedaron sin un líder, se integraron en las fuerzas de Drljević y fueron enviados hacia la frontera con Austria. Una parte de ambos grupos fue capturada más tarde por los partisanos yugoslavos en Eslovenia. La mayoría de los que cruzaron con éxito a Austria fueron devueltos por los partisanos a Eslovenia, donde, junto con otras fuerzas colaboracionistas, encontraron su final en mayo. De toda la fuerza que comenzó con Đurišić en Montenegro y otros chetniks que se unieron a él, sobrevivió menos de una cuarta parte.